# Бранник (гурт)
Бранник (болг. Бранник) — болгарський RAC / Oi!-гурт.

## Дискографія
- 2002 — «Duty & Honour» (Дълг и чест)[1][2][3]
- 2008 — «Become one of us» (Стани един от нас)[4][5][6]

## Пісні
- Дълг и чест (Борг і честь)
- Зовът на кръвта (Поклик крові)
- Истинско щастие (Істинне щастя)
- Медийни лъжи (Медіа лежить)
- Нашата сила (Наша сила)
- Обществена зараза (Соціальна зараза)
- Стани един от нас (Стань одним з нас)[7]